# Dallara F190
Dallara F190 – samochód Formuły 1, zaprojektowany przez Gianpaolo Dallarę i Christiana Vanderpleyna, skonstruowany przez Dallarę dla BMS Scuderia Italia. Uczestniczył w sezonie 1990.

## Historia
Samochód napędzany był, podobnie jak model F189, przez silniki Cosworth DFR i ewoluował bezpośrednio z poprzednika. Jego kierowcami byli Andrea de Cesaris, Emanuele Pirro i zastępujący go Gianni Morbidelli.
Samochód zadebiutował podczas Grand Prix Stanów Zjednoczonych 1990, w którym de Cesaris zajął trzecie pole startowe, a w wyścigu jechał na piątym miejscu, aż zepsuł mu się pojazd. Mimo to model F190 nie odnosił tak dobrych rezultatów jak jego poprzednik. Samochód był awaryjny, a silnik V8 okazał się niekonkurencyjny w porównaniu do jednostek V10 i V12. To spowodowało, że Dallara w 1990 roku nie zdobyła ani punktu.
Następcą modelu była napędzana przez silniki Judd Dallara F191.

## Wyniki w Formule 1
| Legenda oznaczeń w tabelach wyników Wyświetl szablon na nowej stronie | Legenda oznaczeń w tabelach wyników Wyświetl szablon na nowej stronie                                                                     |
| Oznaczenie                                                            | Wyjaśnienie |
| --------------------------------------------------------------------- | --- |
| Złoty                                                                 | Zwycięzca lub mistrzostwo |
| Srebrny                                                               | 2. miejsce lub wicemistrzostwo |
| Brązowy                                                               | 3. miejsce lub II wicemistrzostwo |
| Zielony                                                               | Ukończył, punktował (w klasyfikacji generalnej, gdy zdobył co najmniej jeden punkt na przestrzeni sezonu, poza trzema powyższymi opcjami) |
| Niebieski                                                             | Ukończył, nie punktował (w klasyfikacji generalnej, gdy nie zdobył co najmniej jednego punktu na przestrzeni sezonu)                      |
| Czerwony                                                              | Nie zakwalifikował się (NZ) |
| Czerwony                                                              | Nie prekwalifikował się (NPK) |
| Różowy                                                                | Nie ukończył (NU) |
| Różowy                                                                | Niesklasyfikowany (NS) (w klasyfikacji generalnej, gdy nie został sklasyfikowany w żadnym wyścigu sezonu)                                 |
| Czarny                                                                | Zdyskwalifikowany (DK) |
| Czarny                                                                | Wykluczony (WYK/EX) |
| Biały                                                                 | Nie wystartował (NW) |
| Biały                                                                 | Kontuzjowany (K/INJ) |
| Biały                                                                 | Wyścig odwołany (OD/C) |
| Bez koloru                                                            | Został wycofany (WYC/WD) |
| Bez koloru                                                            | Nie przybył (NP/DNA) |
| Bez koloru                                                            | Nie brał udziału w treningach (NT/DNP) |
| Bez koloru                                                            | Nie został zgłoszony (–) |
| Pogrubienie                                                           | Start z pole position |
| Kursywa                                                               | Najszybsze okrążenie wyścigu |
| †                                                                     | Nie ukończył, ale jego rezultat został zaliczony ze względu na przejechanie więcej niż 90% dystansu wyścigu.                              |
| *                                                                     | Sezon w trakcie |
| 1/2/3                                                                 | Punktowana pozycja w sprincie kwalifikacyjnym                                                                                             |
| Lista systemów punktacji Formuły 1                                    | |

| Sezon | Zespół              | Silnik | Kierowcy          | Wyniki w poszczególnych eliminacjach | Wyniki w poszczególnych eliminacjach | Wyniki w poszczególnych eliminacjach | Wyniki w poszczególnych eliminacjach | Wyniki w poszczególnych eliminacjach | Wyniki w poszczególnych eliminacjach | Wyniki w poszczególnych eliminacjach | Wyniki w poszczególnych eliminacjach | Wyniki w poszczególnych eliminacjach | Wyniki w poszczególnych eliminacjach | Wyniki w poszczególnych eliminacjach | Wyniki w poszczególnych eliminacjach | Wyniki w poszczególnych eliminacjach | Wyniki w poszczególnych eliminacjach | Wyniki w poszczególnych eliminacjach | Wyniki w poszczególnych eliminacjach | Wyniki kierowców | Wyniki kierowców | Wyniki konstruktora | Wyniki konstruktora |
| 1990  |                     |        |                   | Stany Zjednoczone                    | Brazylia                             | San Marino                           | Monako                               | Kanada                               | Meksyk                               | Francja                              | Wielka Brytania                      | Niemcy                               | Węgry                                | Belgia                               | Włochy                               | Portugalia                           | Hiszpania                            | Japonia                              | Australia                            | Pkt.             | Msc.             | Pkt.                | Msc.                |
| ----- | ------------------- | ------ | ----------------- | ------------------------------------ | ------------------------------------ | ------------------------------------ | ------------------------------------ | ------------------------------------ | ------------------------------------ | ------------------------------------ | ------------------------------------ | ------------------------------------ | ------------------------------------ | ------------------------------------ | ------------------------------------ | ------------------------------------ | ------------------------------------ | ------------------------------------ | ------------------------------------ | ---------------- | ---------------- | ------------------- | ------------------- |
| 1990  | BMS Scuderia Italia | Ford   | Gianni Morbidelli | NZ                                   | 14                                   | -                                    | -                                    | -                                    | -                                    | -                                    | -                                    | -                                    | -                                    | -                                    | -                                    | -                                    | -                                    | -                                    | -                                    | 0                | 33               | 0                   | 15                  |
| 1990  | BMS Scuderia Italia | Ford   | Emanuele Pirro    | -                                    | -                                    | NU                                   | NU                                   | NU                                   | NU                                   | NU                                   | 11                                   | NU                                   | 10                                   | NU                                   | NU                                   | 15                                   | NU                                   | NU                                   | NU                                   | 0                | 26               | 0                   | 15                  |
| 1990  | BMS Scuderia Italia | Ford   | Andrea de Cesaris | NU                                   | NU                                   | NU                                   | NU                                   | NU                                   | 13                                   | DK                                   | NU                                   | NZ                                   | NU                                   | NU                                   | 10                                   | NU                                   | NU                                   | NU                                   | NU                                   | 0                | 27               | 0                   | 15                  |